# 시칠리아땃쥐
시칠리아땃쥐(Crocidura sicula)는 땃쥐과에 속하는 포유류의 일종이다. 이탈리아 시칠리아와 몰타 고조섬에서 발견된다. 자연 서식지는 온대 기후 지역의 관목 지대이다.

## 아종
4종의 아종이 알려져 있다.
- Crocidura sicula calypso - 몰타의 고조섬에서 발견[3]
- Crocidura sicula sicula - 시칠리아 토착종[3]
- Crocidura sicula aegatensis - 에가디 제도에서 발견.[3]
- Crocidura sicula esuae - 시칠리 섬 플라이스토세 중기 화석에서 발견